# Uwe
Uwe ist ein männlicher Vorname und Familienname.

## Herkunft und Bedeutung
Beim Namen Uwe handelt es sich um eine friesische Variante von Ove.
Die Herkunft des Namens ist ungeklärt. Folgende Herleitungen werden in der Forschung diskutiert:
- friesische Kurzform von althochdeutschen Namen, die mit dem Element odal „Patrimonium“, „(väterliches) Erbe“, „Stammgut“[3] beginnen (vgl. Ulrich)[4][5]
- Kurzform von friesischen Namen, die mit *Ova, germanisch *ob „aktiv“, „tätig“, „arbeitend“ beginnen[4][6]
- Verwandter Name von Uffe[4]
- jüngere dänische Variante vom altdänischen Namen Auwe[4]
  - altdänische Kurzform von altnordischen Namen, die mit den Elementen egg „Schärfe“, „Schwert“[7] oder agi „Schrecken“, „Herrschaft“[8] beginnen[9][10][11]
  - Variante von Aki[9], einer altnordischen Koseform von *anuR „Vater“[12]
  - jüngere altdänische Form von ÁgæiRR[9]
    - Kombination aus anu „Vater“, „Vorfahr“[13] und geir „Speer“[14][15][16]
    - Kombination aus agi „Schrecken“, „Herrschaft“[8] und geir „Speer“[14]
    - Kombination aus ana, einer betonenden Vorsilbe[17], und geir „Speer“[14][18]
    - Kombination aus egg „Schärfe“, „Schwert“[7] und geir „Speer“[14]

  - jüngere altdänische Form von ÁvæiRR[9]
    - Kombination aus anu „Vater“, „Vorfahr“[19] und geir „Speer“[14][20][16]
    - Kombination aus ana, einer betonenden Vorsilbe[17], und geir „Speer“[14][18][20]
- friesischer Lallname unbekannter Etymologie[21]

Vereinzelt findet sich auch die Behauptung, der Name sei identisch mit Oswald.

## Verbreitung
Der Name Uwe verbreitete sich aus Ostfriesland in ganz Deutschland. In den 1920er Jahren nahm seine Popularität schnell zu. Von den 1930er bis 1960er Jahren zählte er zu den beliebtesten Jungennamen des Landes. Von 1937 bis 1945 und 1955 bis 1961 stand er in der Top-10 der Vornamenscharts. Seit dem Ende der 1960er Jahre sank seine Beliebtheit, bis er in den 1980er Jahren außer Mode geriet. Heute wird der Name nur noch ausgesprochen selten gewählt. Zwischen 2010 und 2022 wurde er nur etwa 40 Mal als erster Vorname vergeben, überwiegend im Osten des Landes. In Österreich lag der Name von 1984 bis 1991 in den Top-200, danach ging seine Beliebtheit zurück. Seit der Jahrtausendwende wird er nur noch selten bei der Namenswahl berücksichtigt. Von 1984 bis 2023 wurde der Name rund 230 Mal vergeben. Der Name kommt in der Schweiz seit Mitte der 1930er Jahre vor. Bis zum Anfang der 1990er Jahre wurde er regelmäßig vergeben, danach nur noch selten. Von 1930 bis 2023 wurde der Name circa 1.500 Mal gewählt. Seine Vergabe ist auch in Dänemark, Kanada und den USA nachgewiesen.

## Namenstag
Der Namenstag von Uwe wird nach Bischof Udalrich von Augsburg am 4. Juli gefeiert.

## Namensträger

### Vorname
- Uwe Abel (* 1966), deutscher Fußballspieler
- Uwe Ampler (* 1964), deutscher Radrennfahrer
- Uwe Anton (* 1956), deutscher Schriftsteller und Übersetzer
- Uwe Barschel (1944–1987), deutscher Politiker (CDU)
- Uwe Bein (* 1960), deutscher Fußballspieler
- Uwe Beyer (1945–1993), deutscher Leichtathlet
- Uwe Bohm (1962–2022), deutscher Schauspieler
- Uwe Böhnhardt (1977–2011), deutscher Rechtsterrorist und Serienmörder
- Uwe Boll (* 1965), deutscher Regisseur und Produzent
- Uwe Brandner (1941–2018), deutscher Filmregisseur und Schriftsteller
- Uwe Busse (* 1960), deutscher Sänger, Songwriter und Produzent
- Uwe Clausen (* 1964), deutscher Logistikwissenschaftler und Hochschullehrer
- Uwe Conradt (* 1977), deutscher Medienmanager und Politiker (CDU)
- Uwe Corsepius (* 1960), deutscher Ministerialbeamter
- Uwe Dallmeier (1924–1985), deutscher Schauspieler
- Uwe Danker (* 1956), deutscher Historiker
- Uwe Dreher (1960–2016), deutscher Fußballspieler
- Uwe Ecker (* 1960), deutscher Schlagzeuger
- Uwe Frankenberger (* 1955), deutscher Politiker (SPD)
- Uwe Friedrichsen (1934–2016), deutscher Schauspieler
- Uwe Gensheimer (* 1986), deutscher Handballspieler
- Uwe Hacker (1941–1995), deutscher Schauspieler
- Uwe Hübner (* 1961), deutscher Moderator
- Uwe Jacob (* 1956),  deutscher Polizist
- Uwe Jellinek (1953–2023), deutscher Schauspieler und Synchronsprecher
- Uwe Johnson (1934–1984), deutscher Schriftsteller
- Uwe Kämmer (* 1959), deutscher Badmintonspieler
- Uwe Kamps (* 1964), deutscher Fußballtorhüter
- Uwe Karst (* 1965), deutscher Chemiker und Hochschullehrer
- Uwe Kockisch (* 1944), deutscher Schauspieler
- Uwe Kröger (Journalist) (* 1943), deutscher Fernsehjournalist
- Uwe Kröger (* 1964), deutscher Musicaldarsteller
- Uwe Kropinski (* 1952), deutscher Jazz-Gitarrist und Komponist
- Uwe Krupp (* 1965), deutscher Eishockeyspieler und -trainer
- Uwe Lang (Herausgeber) (1943–2025), deutscher Pfarrer, Börsenanalyst, Autor und Herausgeber
- Uwe Lichtenberg (1934–2011), deutscher Politiker
- Uwe Lindau (1950–2022), deutscher Künstler
- Uwe Jens Lornsen (1793–1838), friesischer Politiker
- Uwe Lüthje (1931–2003), deutsch-österreichischer Volkswirt
- Uwe Lyko (alias Herbert Knebel) (* 1954), deutscher Kabarettist und Komiker
- Uwe Müller (Fußballspieler, April 1963) (* 1963), deutscher Fußballtorwart
- Uwe Mundlos (1973–2011), deutscher Rechtsterrorist und Serienmörder
- Uwe Neuhaus (Maler) (* 1942), deutscher Maler
- Uwe Neuhaus (Fußballspieler) (* 1959), deutscher Fußballspieler und -trainer
- Uwe Nolte (* 1969), deutscher Künstler
- Uwe Ochsenknecht (* 1956), deutscher Schauspieler und Musiker
- Uwe Peschel (* 1968), deutscher Radrennfahrer
- Uwe Preuss (* 1961), deutscher Schauspieler
- Uwe Raab (* 1962), deutscher Radrennfahrer
- Uwe Rahn (* 1962), deutscher Fußballspieler
- Uwe Rapolder (* 1958), deutscher Fußballtrainer
- Uwe Reimer (1948–2004), deutscher Autor
- Uwe Reinders (* 1955), deutscher Fußballspieler und -trainer
- Uwe Ronneburger (1920–2007), deutscher Politiker (FDP)
- Uwe Rosenthal (* 1950), deutscher Chemiker und Hochschullehrer
- Uwe Schmidt (Historiker) (1931–2008), deutscher Lehrer und Historiker
- Uwe Schmidt (Politiker, 1945) (* 1945), deutscher Politiker (CDU), MdA Berlin
- Uwe Schmidt (Politiker, 1947) (* 1947), deutscher Politiker (SPD), MdL Brandenburg
- Uwe Schmidt (Politiker, 1954) (* 1954), deutscher Politiker (SPD), Landrat in Kassel
- Uwe Schmidt (Politiker, 1966) (* 1966), deutscher Politiker (SPD), MdB
- Uwe Schmidt (Musiker) (* 1968), deutscher Musiker
- Uwe Schmidt (Sänger) (* 1976), österreichischer Sänger, Songwriter und Musiker
- Uwe Schmitt (Journalist) (* 1955), deutscher Journalist und Schlagzeuger
- Uwe Schmitt (Leichtathlet) (1961–1995), deutscher Leichtathlet
- Uwe Schöning (* 1955), deutscher Informatiker, Hochschullehrer
- Uwe Schröder (Historiker) (* 1953), deutscher Historiker und Museumsleiter
- Uwe Schünemann (* 1964), deutscher Politiker (CDU)
- Uwe Seeler (1936–2022), deutscher Fußballspieler
- Uwe Steimle (* 1963), deutscher Kabarettist und Schauspieler
- Uwe Steinhoff (* 1968), deutscher Politologe und Philosoph
- Uwe Streb (* 1963), deutscher Eisschnellläufer
- Uwe Tellkamp (* 1968), deutscher Arzt und Schriftsteller
- Uwe Timm (Schriftsteller, 1932) (1932–2014), deutscher Autor und Verleger
- Uwe Timm (* 1940), deutscher Schriftsteller
- Uwe Vorkötter (* 1953), deutscher Journalist
- Uwe Wagner (* 1963), deutscher Gynäkologe und Hochschullehrer
- Uwe Wegmann (* 1964), deutscher Fußballspieler
- Uwe Wesp (* 1942), deutscher Meteorologe und Moderator
- Uwe Zimmermann (Mathematiker) (* 1947), deutscher Mathematiker
- Uwe Zimmermann (Fußballspieler, 1962) (* 1962), deutscher Fußballspieler

### Familienname
- Andrew Uwe (* 1967), nigerianischer Fußballtrainer
- Bruno Fischer-Uwe (1915–1992), deutscher Maler und Hochschullehrer